# Adolf Hoffmeister
Adolf Hoffmeister (ur. 15 sierpnia 1902 w Pradze; zm. 24 lipca 1973 w Říčkach) – czeski malarz, karykaturzysta, ilustrator, scenograf, pisarz, dramaturg, tłumacz, dziennikarz, historyk i krytyk sztuki, polityk, dyplomata i podróżnik. W 1967 roku otrzymał tytuł Artysty narodowego.

## Życiorys
Adolf Hoffmeister urodził się w znanej praskiej rodzinie, w której posiadaniu dotychczas znajduje się luksusowy hotel „Hoffmeister” na praskiej Malej Stranie. 
Mimo przynależności do zamożnej warstwy społeczeństwa wyznawał lewicowe poglądy polityczne. W październiku 1920 był najmłodszym członkiem grupy czeskich intelektualistów, którzy – jak np. pisarz i późniejszy laureat nagrody Nobla 1984 Jaroslav Seifert (1901–1986) stworzyli lewicową formację artystyczną „Devětsil" (lepiężnik). Hoffmeister został pierwszym sekretarzem tej grupy. W tym czasie przyjaźnił się z Franzem Kafką. Hoffmeister chętnie rysował portrety swoich przyjaciół. Tworzył też karykatury polityczne. 
Gdy w latach trzydziestych XX wieku władze hitlerowskie zmieniły satyryczny tygodnik monachijski „Simplicissimus” w pismo rozrywkowe, zmuszając wielu współpracowników do emigracji, Hoffmeister współuczestniczył w wydawaniu w Pradze wraz z niemieckimi emigrantami antyfaszystowskiego tygodnika „Simplicus”, potem „Simpl”. Uciekł z okupowanej Czechosłowacji najpierw do Francji, gdzie został przez siedem miesięcy internowany, i po ucieczce przedostał się przez Portugalię i Maroko do Stanów Zjednoczonych, skąd nadawał audycje radiowe dla okupowanej ojczyzny. 
Po wojnie powrócił do Czechosłowacji i uczestniczył w przedsięwzięciach kulturalnych UNESCO. W lutym 1948 poparł przewrót komunistyczny i został ambasadorem we Francji. Na fali narastającej stalinizacji został pozbawiony swoich funkcji. Pozostał tylko profesorem na praskiej Akademii Sztuki Użytkowej, gdzie zajmował się ilustracjami w książkach dla dzieci i filmami rysunkowymi we współpracy z Jiřím Trnką. Był też przewodniczącym komisji ds. oceny ideowej i artystycznej wartości znaczków pocztowych. Na czechosłowackich znaczkach pocztowych w latach 1968–1969 ukazało się wiele rysunków Hoffmeistra.
Po klęsce Praskiej Wiosny 1968 wyjechał do Francji, gdzie objął stanowisko profesora na Université de Vincennes. Po powrocie 1970 do Pragi spotkał się z bojkotem towarzyskim. Zmarł w samotności na wewnętrznej emigracji.
Gdy w roku 1938 Hoffmeister pisał libretto do opery dziecięcej „Brundibár” (Trzmiel) – (muzyka Hans Krása), nie spodziewał się, że jej prapremiera odbędzie się w żydowskim sierocińcu w 1941 roku, a dalsze przedstawienia w getcie Theresienstadt. Jej kompozytor został zamordowany w Auschwitz w 1944 roku.

## Literatura
- Adolf Hoffmeister: Turysta mimo woli, Wydawnictwo Awir Katowice 1946